# Alexandre Deleyre

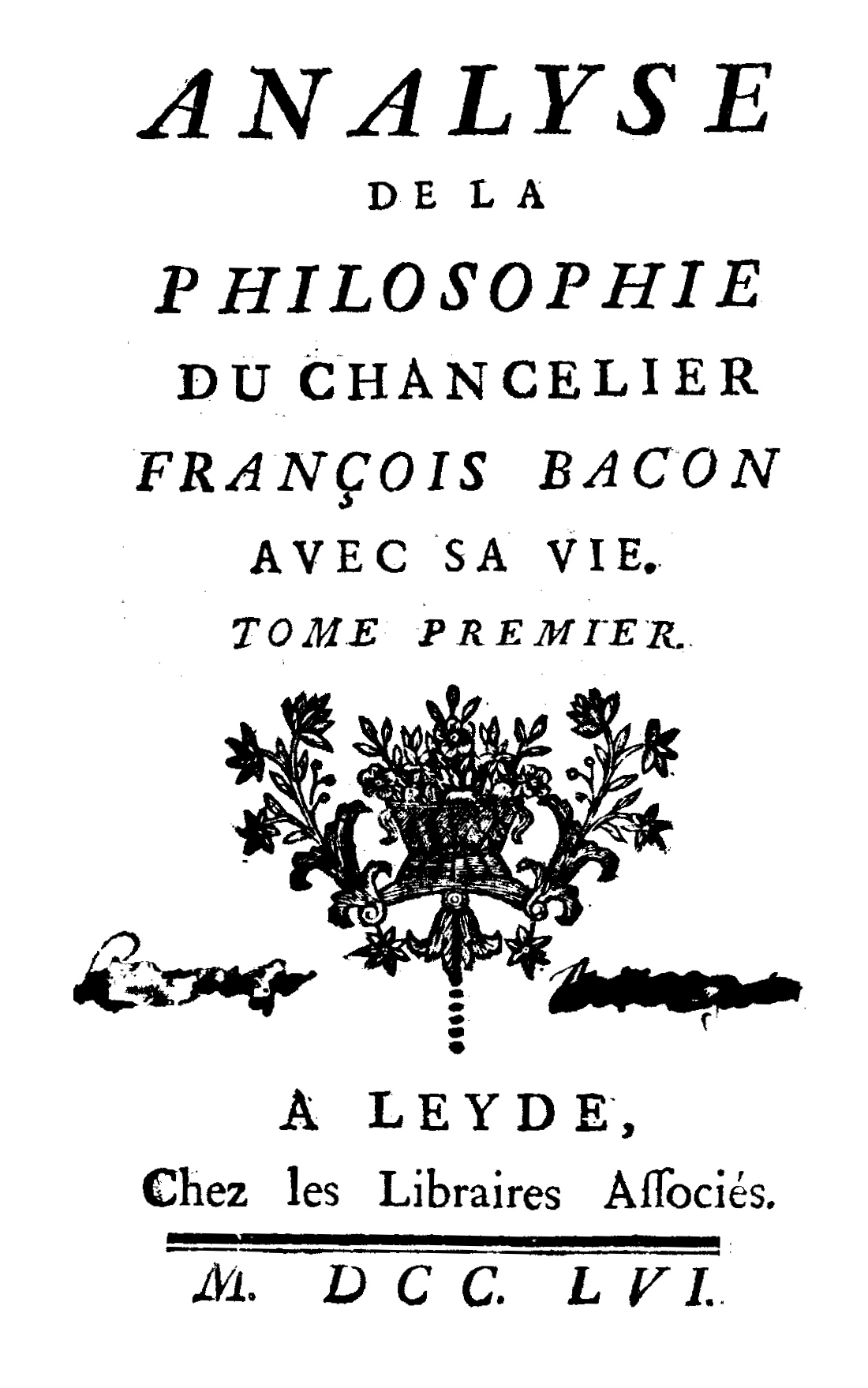
Analyse de la philosophie du chancelier François Bacon, vol. 1, 1756

Alexandre Deleyre (* 5. Januar 1726  in Portets in der Nähe von Bordeaux; † 10. März 1797  in Paris) war ein französischer Literat und Enzyklopädist.

## Leben und Wirken
Er war der Sohn des Amtsdieners Jean Deleyre. Er studierte zunächst an einem Jesuitenkolleg in Bordeaux, Collège jésuite. Von hier führte ihn sein Weg nach Paris, wo er in Kontakt zu den Philosophen der französischen Aufklärung um Denis Diderot und Jean-Jacques Rousseau trat.
Unter der Protektion des Duc de Nevers Louis-Jules Mancini-Mazarini wurde er im Juni 1760 zum Bibliothekar von  Herzog  Philipp von Parma ernannt.
Neben Werken über philosophische und geschichtliche Themen schrieb Deleyre mehrere Artikel in der Encyclopédie, so über den Fanatismus, fanatisme.
Er arbeitete im Jahre 1754 für das Journal des Savants. Von November 1756 bis zum März 1757 wirkte er am Journal étranger  mit. Dieses Journal wurde von  Jean Baptiste Antoine Suard, François Arnaud (1721–1784), Antoine-François Prévost und dem Rechtsanwalt Pierre-Jean-Baptiste Gerbier (1725–1788) herausgegeben. Er schrieb aber auch für das Journal Encyclopédique von Pierre Rousseau (1716–1785). 
Im Juni 1759 folgte er Étienne-François de Choiseul nach Wien. Jener war im Siebenjährigen Krieg 1757 dorthin versetzt worden, um die Allianz zwischen Frankreich und Österreich zu festigen. Im Rahmen seiner dortigen Aktivitäten verlieh man Deleyre den Titel eines Sekretärs der Botschaft, secrétaire d’ambassade, was ihm eine jährliche Rente von 200 Livres auf Lebenszeit (pension viagère) einbrachte. In Wien lernte er auch Valentin Jamerai Duval kennen, für den er einige Texte bearbeitete.
Als Anhänger der neuen Ideen übernahm er eine administrative Funktion im District de Cadillac (Gironde). In der Zeit der französischen Revolution wurde er als Mitglied der Girondisten bei den Wahlen am 8. September 1792 zum Nationalkonvent des Departements Gironde nominiert, membre de la Convention par le département de la Gironde. Später beschäftigte er sich als Deputierter, député de la Gironde à la Convention mit Fragen der nationalen Bildungssysteme.
Er stimmte für die Hinrichtung von Louis XVI. Am 31. Mai 1793 kam es zum Aufstand der Pariser Sansculotten, in dessen Folge zur Verhaftung und Hinrichtung führender Girondisten. Letztlich scheiterte dieser erste Versuch der Jakobiner um Robespierre und Jean Paul Marat, mit Hilfe der Pariser Sansculotten die Girondisten zu stürzen. Es brach die Zeit der Terrorherrschaft an, die sich letztlich mit dem Volksaufstand vom 2. Juni 1793 und der Annahme der Verfassung vom 24. Juni 1793 vollzog. Ihren Höhepunkt erreichte sie im Juni und Juli 1794; auch als Großer Terror, la grande terreur bezeichnet. Deleyre war in der Lage, sich einer Verhaftung nach dem 31. Mai zu entziehen.

## Werke (Auswahl)
- Analyse de la philosophie du chancelier François Bacon (1755)
- Le Génie de Montesquieu (1758)
- L’Esprit de Saint-Évremond (1761)
- Eloge de M. Roux, docteur régent et professeur de chimie à la Faculté de Paris Amsterdam, (1777)
- Essai sur la vie et les ouvrages de Thomas (1792)
- Histoire générale des voyages, ou Nouvelle collection de toutes les relations de voyages par mer et par terre, qui ont été publiées jusqu’à présent dans les différentes langues de toutes les nations connues (1761) (In Zusammenarbeit mit Antoine François Prévost, Étienne-Maurice Chompré und Jacques-Nicolas Bellin, 1746–1789).